# Justí Guitart i Vilardebò
Justí Guitart i Vilardebò (Barcelona, 16 december 1874 - Barcelona, 30 januari 1941) was een bisschop van Urgell en staatshoofd van Andorra.
Vilaredbó werd tot priester gewijd in 1901. Hij werd geïnstalleerd als bisschop van Urgell op 23 mei 1920, als opvolger van Joan Benlloch Vivó. Op 27 juli 1920 werd hij staatshoofd van Andorra. Onder zijn bestuur werden wegen en elektriciteit aangelegd en werd Andorra in het netwerk van Spaanse postkantoren opgenomen. Hij werd opgevolgd door Ramon Iglesias i Navarri.
- Bibliothèque nationale de France: cb15910292n (data)
- Gemeinsame Normdatei: 137691904
- International Standard Name Identifier: 0000 0000 5556 6061
- Library of Congress Control Number: no2008153382
- Système universitaire de documentation: 123230829
- Virtual International Authority File: 29359965
- WorldCat: E39PBJqw7HPdjQCxyyKhfHgHYP